# Midland Football League
Cet article concerne la compétition écossaise. Pour la ligue régionale anglaise, voir Midland Football League (Angleterre).
Trois compétitions écossaises de football se sont succédé portant le nom de Midland Football League, à la fin du XIXe et au début du XXe siècle.

## Première compétition
La première de ces compétitions fut créée le 16 mai 1891 lors d'un sommet à Alloa par 10 clubs : Alloa Athletic, Alva, Bridge of Allan (en), Camelon (en), Clackmannan, Cowdenbeath, Dunblane, Dunfermline Athletic, Grangemouth (en) et Raith Rovers.
Cette compétition initiale continua pendant 7 saisons avec de multiples changements de membres.

### Membres
- Alloa Athletic : 1891–97
- Alva : 1891-95
- Bridge of Allan (en) : 1891-94
- Camelon (en) : 1891-97
- Clackmannan : 1891-92 puis 1896-97
- Cowdenbeath 1891–92
- Dunblane : 1891-97
- Dunfermline Athletic : 1891-93
- Dunipace (en) : 1896-97
- East Stirlingshire : 1893-96
- Falkirk : 1893–96
- Gairdoch (en) : 1894-96
- Grangemouth (en) : 1891-93
- Kilsyth Wanderers (en) : 1895–97
- King's Park : 1892–97
- Raith Rovers : 1891–92
- Stenhousemuir : 1893–96

### Champions
- 1891-92 : Raith Rovers
- 1892-93 : King's Park
- 1893-94 : East Stirlingshire
- 1894-95 : Falkirk
- 1895-96 : Stenhousemuir
- 1896-97 : Clackmannan

## Deuxième compétition
La Midland Football League fut reformée en 1903 par dix clubs mais ne dura qu'une seule saison, 1903-04, car la majorité de ses clubs rejoignirent l'Eastern Football League (en).

## Membres
- Bathgate
- Bo'ness
- Broxburn
- Broxburn Shamrock
- Carfin Emmet
- Cartvale
- Dykehead
- West Calder Swifts
- Wishaw Amateurs

### Champions
- 1903-04 : Bo'ness

## Troisième compétition
La Midland Football League fut de nouveau recréée en 1908 par 7 clubs mais dès la saison suivante, 3 clubs quittèrent la ligue pour rejoindre la Central Football League (Bo'ness, Broxburn Athletic et Stenhousemuir) et, à partir de là, la compétition ne se déroula plus que de manière erratique, pendant encore deux saisons, sans qu'un titre de champion ne soit attribué.
L'équipe 'A' de Falkirk remporta la seule saison complète en 1908-09, ne joua que deux matches lors de la saison suivante et aucun lors de la dernière saison, même si elle faisait officiellement partie de la ligue.
De la même façon, Argyll & Sutherland Highlanders, Broxburn Shamrock et West Lothian Albion ne jouèrent aucun match lors de la dernière saison. Alloa Athletic et East Fife, qui avaient rejoint cette ligue qu'en 1910, n'y jouèrent finalement qu'un seul match (une rencontre les ayant opposés le 10 septembre 1910 remportée 2-1 par Alloa Athletic sur son terrain).

### Membres
- Alloa Athletic : 1910-11
- Argyll & Sutherland Highlanders : 1909-11
- Bo'ness : 1908–09
- Broxburn Athletic : 1908–09
- Broxburn Shamrock : 1909-11
- Clackmannan : 1908–11
- Dunblane : 1908–11
- East Fife : 1910-11
- Falkirk 'A' : 1908–11
- Hearts of Beath : 1910-11
- Stenhousemuir : 1908–09
- West Lothian Albion : 1908-11

### Champions
- 1908-09 : Falkirk 'A'
- 1909–10 : non décerné
- 1910-11 : non décerné